# I vendicatori angelici
I vendicatori angelici (The Angelic Avengers ) è un romanzo scritto da Karen Blixen nel 1944, sotto lo pseudonimo di Pierre Andrézel.

## Trama
È l'unico romanzo di Karen Blixen, che a parte il libro autobiografico 'La mia Africa' ha scritto sempre racconti brevi. Tratta delle vicende di due fanciulle, Lucan e Zosine, inglesi, costrette per una serie di circostanze a trasferirsi in Francia presso un Pastore anglicano, Mr. Pennhallow, e sua moglie, che le ospitano gratuitamente come allieve. La coppia le tratta nel migliore dei modi, e quindi quando il Pastore riceve la visita del Magistrato locale che desidera informazioni su altre fanciulle da loro ospitate in passato, Lucan e Zosine testimoniano di buon grado sull'inappuntabile ospitalità di cui godono. Ma in seguito scoprono l'orrenda verità: il Pastore è un'anima dannata, che da tempo effettua la tratta delle bianche. Inorridite, le fanciulle dapprima pensano di fuggire, ma poi Zosine convince Lucan a rimanere per smascherare la demoniaca coppia e vendicare così le fanciulle da loro tradite. Corrono così il rischio di venire assassinate, ma all'ultimo momento riescono a salvarsi, e la purezza di Lucan costringerà il pastore al suicidio.

## Citazioni
- “L'amore per le cose belle è l'istinto che ha condotto gli uomini dalla barbarie alla civiltà. Su di esso si basa tutta la nostra esistenza. Viene impresso nelle nostre menti a scuola, e la sua predicazione continua nelle università. 1. Senza di esso non si può essere una persona civile. Ci sono voluti secoli per condurci al punto in cui sappiamo, d'istinto, che l'amore senza merletti è cosa mediocre. Tutta l'industria del merletto la quale impiega centinaia di migliaia di persone, si basa su questo raffinato e civile punto di vista. E che cosa ne segue allora, per un vero gentiluomo?... che a nessun costo egli esporrà la donna che idolatra al rischio di offrirle un amore che – senza merletti – non è degno né di lui né di lei. Tutto ciò per cui gli uomini, a partire dall'età della pietra, hanno lavorato e faticato, è stato in realtà uno sforzo per porre la donna in una cornice che si armonizzi e si accordi con lei, che sia degna di lei. Non abbiamo ancora raggiunto lo scopo. Probabilmente occorreranno ancora migliaia di anni prima che prossimo offrire alla donna, gioiello della nostra esistenza, lo sfondo che le spetta, perché l'intero mondo è ancora allo stato embrionale. Ma la provvidenza ci ha fornito uno scopo e un modello nel vostro sesso divino. Qualunque fanciulla, come Zosine o voi stessa è, in realtà, cinquemila anni più innanzi rispetto al maschio maldestro e selvaggio. Noi siamo consci di questo: ed è un piacere, per noi, adoprarci per portare il mondo fino alla vostra altezza, e armonizzarlo alle vostre grazie”.

- “A quel tempo – disse Olimpia – arrivò a Santo Domingo un uomo orribile. Certo, era un bianco, ma pareva grigio a guardarlo. Gli piaceva la carne umana. Ora, si addice forse a un uomo bianco, mangiare la carne umana?... c'era chi diceva che si era venduto al diavolo .1. E lui ci disse: "Io ho imparato la vostra antica magia in Africa. Ora sono io Papa le Roi". Questa era una brutta cosa. Che i negri facciano incantesimi nella notte, è come dev'essere. Ma cosa c'entrava quell'uomo bianco?...ma con tutto ciò era un uomo con grande potere, e presto non potemmo vivere senza di lui. E allora ci disse: "Il serpente vuole che gli sacrifichiamo il capretto senza corna". E ben presto scomparve un bambino, e poi un altro. Ma quei bambini appartenevano ai negri della piantagione, e mai a quelli delle case. A quei tempi avevo anch'io un bambino, e il negro a cui ero sposata disse: ‘Adesso che abbiamo un bambino, è meglio che non andiamo più alle danze notturne’. Ma questo non piacque a Papa le Roi, perché lui voleva che ci andassi. E un giorno, incrociandomi per la strada, mi sussurrò con la sua voce roca: ‘Ti sta aspettando. Ti aspetterà invano?'. E io continuai ad andare nei boschi. Una volta, stetti via tutta la notte. Ma quando tornai, al mattino, il mio bambino non c'era più. Allora le parole del vecchio bianco sul capretto senza corna risuonarono orribili alle mie orecchie, e piansi e urlai così forte che tutti nella casa vennero e fecero cerchio attorno a me. Dissi che avevo perso il mio bambino e che era già stato sepolto, perché non si poteva dire ai bianchi cosa succedeva nei boschi la notte, ma non riuscivo a smettere di urlare. La signorina Clara disse: ‘È il suo latte che l'affligge. Le darò il mio bambino da nutrire'. Io gridai che non volevo, ma loro insistettero e mi misero il bambino tra le braccia. E c'era una tal forza nella sua boccuccia, che succhiò via la furia e la disperazione dal mio cuore come si succhia il veleno di un morso di serpente. La mia paura fu succhiata via, così come i miei peccati, e divenni di nuovo una donna buona. Nessun altro mi avrebbe potuto aiutare, ma lui non era come gli altri. Non dovrei dunque ora gridare le sue lodi al mondo intero?...”

- “È orribile sapere che ogni anno cento innocenti e radiose giovinette inglesi, coi capelli d'oro e l'animo fanciullesco si mettono su una strada che finisce nell'abisso. E noi ci comportiamo così per servire un ideale di pura e immacolata femminilità. A tale scopo, spingiamo alcune donne nell'abisso e teniamo le altre nell'ignoranza di ciò. E così deve essere, perché senza uno sfondo tenebroso, il giglio non sarebbe così bianco. E noi li dobbiamo avere, i nostri gigli, i più bianchi che questo mondo possa offrire”. Lucan scosse la testa: “Non può essere come voi dite. Vi è, credo, perdono per tutti, su questa terra. Vi è, nel mondo, una grazia infinita”. Le sue parole ebbero uno strano effetto su Mr. Pennhallow. Lentamente la sua faccia diventò grigia come la cenere: “Grazia – sussurrò – per tutti?... voi non sapete quello che state dicendo” disse lentamente. Uno strano, impenetrabile sorriso si diffuse sul suo volto, poi, rimase immobile.

- “La ragazza che ci avevate mandato qui ultimamente è stata causa di gravi perdite. Da quanto accluso, sarete informato della loro estensione. Questa ragazza era assolutamente inutilizzabile.1.Vi supplico di credere che sono ricorso a tutti i mezzi, che non mi sono risparmiato, ma sono stato paziente con lei e ho insistito più di quanto chiunque altro avrebbe sopportato. Ma questa ragazza era come i pazzi, che non si rendono conto di ciò che viene fatto loro. Se le altre ragazze della casa le rivolgevano la parola, essa le colpiva. Per far danno a voi, maestro, e a me nei nostri affari, questa ragazza prese una candela che le avevo dato e si bruciò la faccia. Considerata tutta la faccenda, sono giunto alla conclusione che non c'era più niente da fare. Ero molto combattuto perché mi rendevo conto che avreste potuto giudicarmi dimentico delle vostre grandi idee e del vostro volere nella nostra impresa. Ciò nonostante ancora una volta vi imploro di credere che è stato nella ferma convinzione di fare quanto era meglio per voi come per me, che martedì sera ho messo una corda intorno al collo di questa ragazza e l'ho finita. Mercoledì a mezzogiorno – perché di notte non c'è tranquillità sufficiente in casa per cose del genere – l'ho fatta seppellire in cantina”. Lucan lesse tutta la lettera due o tre volte. Il suo contenuto all'inizio le fu incomprensibile. Quando lo capì, si sentì agghiacciare e le tramarono le ginocchia, tanto che dovette sedersi. Per un bel pezzo le sembrò di sprofondare in un'oscurità le cui onde si chiudevano sul suo capo. Le uscì dalle labbra un singhiozzo soffocato, flebile. Le parve di non poter restare nello stesso mondo di quella lettera.

- Silenziosi, smorzati passi avanzavano lungo il corridoio. Al loro suono, Olympia si drizzò a sedere. Ascoltò di nuovo e Zosine sentì il suo corpo possente irrigidirsi.1.Un attimo dopo, era in piedi. Senza il minimo rumore, simile ad un grosso gatto nero, scivolò lungo la parete fino all'angolo tra la porta e la credenza, dove la sua sagoma divenne indistinguibile dalla parete scura. Colui che veniva non aveva fretta. Andò prima verso al porta della sala da pranzo quindi, lentamente, girò la maniglia della porta e il vecchio sporse appena la testa e lanciò uno sguardo penetrante intorno a sé. Il signor Pennhellow osservò per un momento la tavola da pranzo con le candele consumate, poi tirò le tende e la debole luce del mattino gli cadde sulla faccia. Era grigia, come e più del solito. Era stanco. Tuttavia, mentre guardava in giro per la stanza, un lieve rossore di soddisfazione gli salì alle guance plumbee. Si passò la punta della lingua sulle labbra. In quel momento, Olympia lanciò un lungo e terribile ruggito, come un grosso animale selvaggio. “Papa le Roi! – gridò – è Papa le Roi!... è l'uomo grigio delle foreste, che è tornato!...” Zosine si era alzata in piedi automaticamente, e il signor Pennhallow scorse il suo volto pallido dietro la selvaggia figura di Olympia. I suoi occhi lampeggiarono e Zosine non dimenticò mai quel lampo: erano gli occhi di un serpente che si rende conto di aver fallito il colpo.

- “Gli avvenimenti che vi hanno sconvolto – disse – e che hanno turbato la vostra pace interiore, figliolette mie, non erano altro che piccole attenzioni verso il potere che io servo e che perciò mi ha reso invulnerabile.1.Erano scherzi mediante i quali esprimevo la mia gratitudine. Il mio vecchio zio, che tu ricordi, negra, e per il quale mi hai scambiato, similmente mostrava il suo zelo. Quando gustò la carne del tuo bambino, buona madre, fu per divertire il suo padrone. E quando mandavo le mie ragazze nei posti che sapevo io, era con l'umile speranza di farlo sorridere. Ahimè, la mia speranza, talvolta, fu delusa, come accadde con la vostra amica Rosa, e io mi sentii un po' intimidito davanti a lui. Ma ho anche avuto fortuna. Sono riuscito a divertirlo. Ho visto un'altra delle mie ragazze, quando era giunta alla fine della strada sulla quale l'avevo avviata. La rosa, la dolcemente profumata rosa del giardino inglese, era divenuta nera e carbonizzata, e il suo odore era disgustoso. Là, il male aveva messo radici e si era sparso ben bene. Da allora, ho spesso ripensato a lei con piacere. Ma queste sono solo piccolezze. Io gli ho fatto un dono più ricco, quando gli ho donato la mia stessa anima. Vedete dunque quanto sia leale verso i suoi fedeli sudditi. Io sono al sicuro e felice ovunque io vada. Nessuno può togliermi la mia serenità. Il patto che ho stretto è troppo saldo, ormai, perché questo sia possibile. Forse, vi immaginate che io debba pagare, per questa mia felicità terrena in un'altra vita. Siete in gran lunga in errore, figlie mie. Il mio godimento durerà per sempre. Come potrebbe essere altrimenti, poiché andrò in un posto dove tutto è in armonia con me, e pieno dello stesso spirito che vive ne mio cuore? Là incontrerò di nuovo le mie ragazze!... di nuovo esse grideranno contro di me, e di nuovo io riderò di loro!...”
- “Ma prima, ascoltami, donna di Santo Domingo. Ti conosci così poco? Hai dimenticato le notti oscure della tua giovinezza? Suvvia, ti aiuterò io a ricordarle. Potremmo discorrere del capretto senza corna. Ma ti voglio parlare di un dono più bello che potresti offrire a colui che hai già servito, e che non ti avrà dimenticata. Offrigli l'agnello senza macchia, l'agnellino bianco che tu stessa hai nutrito e vezzeggiato e che si fida di te, e cerca rifugio sul tuo petto! Come mai, secondo te, ti è stato permesso di trovare la strada che porta a questa casa e di essere con lei e con me in quest'ora? In quella strada buia, chi fu la tua guida? In cuor tuo indovinasti allora, e ora sai, che egli è pronto a concederti un'estasi più dolce e un piacere più profondo di quanti mai tu ne abbia provati. Egli ti aspetta. Ti aspetterà invano?”.

## Edizioni
- Karen Blixen, I vendicatori angelici, traduzione di B. Candian, collana Biblioteca Adelphi, Adelphi, 1985,  p. 362.